# Grand Prix Holandii 1961

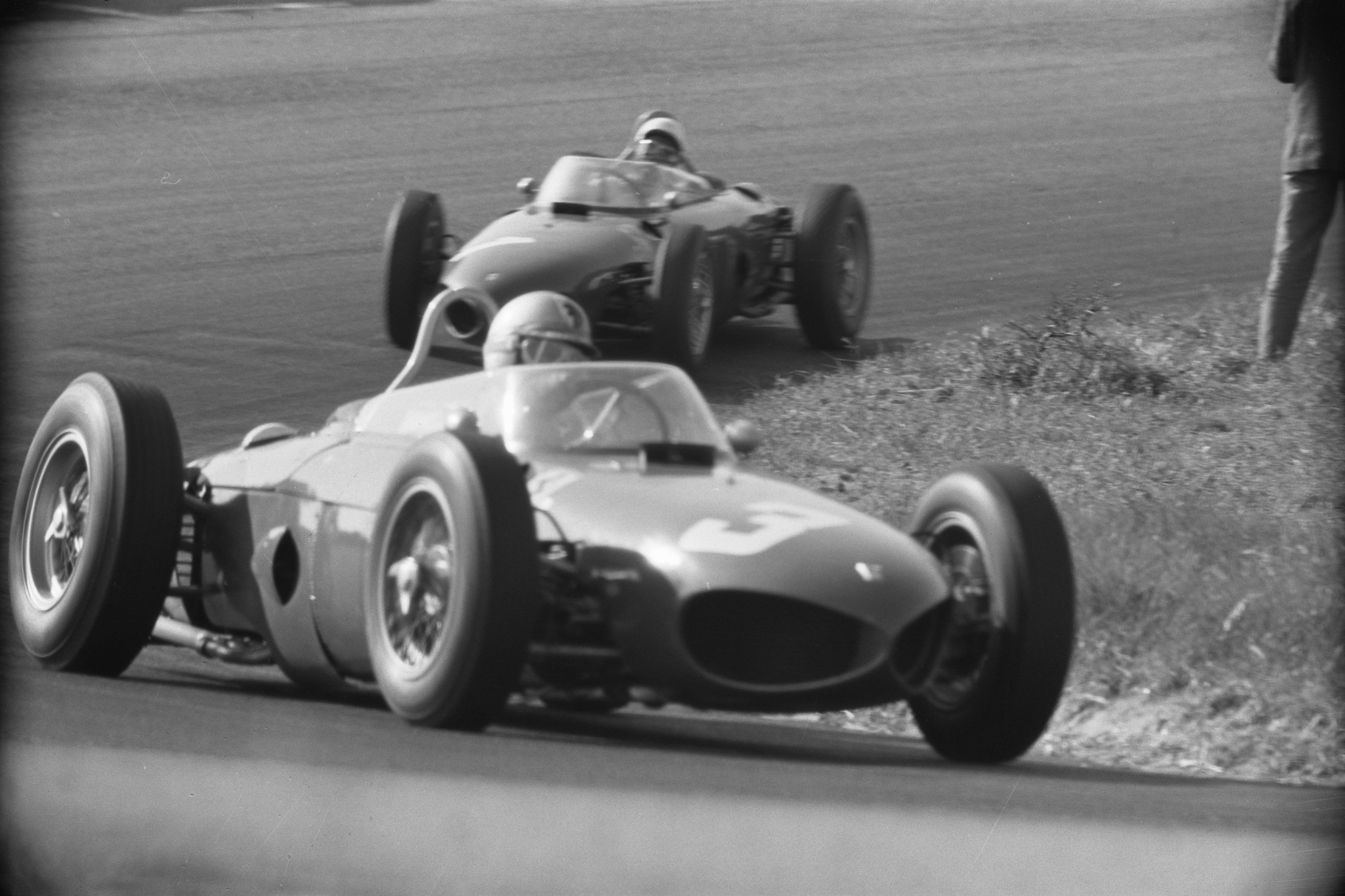
Wolfgang von Trips i Phil Hill podczas Grand Prix Holandii 1961

Grand Prix Holandii 1961 (oryg. Grote Prijs van Nederland) – 2. runda Mistrzostw Świata Formuły 1 w sezonie 1961, która odbyła się 22 maja 1961 po raz 7. na torze Circuit Park Zandvoort.
9. Grand Prix Holandii, 7. zaliczane do Mistrzostw Świata Formuły 1.

## Wyniki

### Kwalifikacje
Źródło: statsf1.com
| P  | Nr | Kierowca                | Konstruktor(-silnik) | Opony | Czas   | Odstęp | Strata |
| -- | -- | ----------------------- | -------------------- | ----- | ------ | ------ | ------ |
| 1  | 1  | Phil Hill               | Ferrari              | D     | 1:35,7 | -      | -      |
| 2  | 3  | Wolfgang von Trips      | Ferrari              | D     | 1:35,7 | +0,0   | +0,0   |
| 3  | 2  | Richie Ginther          | Ferrari              | D     | 1:35,9 | +0,2   | +0,2   |
| 4  | 14 | Stirling Moss           | Lotus-Climax         | D     | 1:36,1 | +0,2   | +0,4   |
| 5  | 4  | Graham Hill             | BRM-Climax           | D     | 1:36,3 | +0,2   | +0,6   |
| 6  | 7  | Dan Gurney              | Porsche              | D     | 1:36,4 | +0,1   | +0,7   |
| 7  | 10 | Jack Brabham            | Cooper-Climax        | D     | 1:36,6 | +0,2   | +0,9   |
| 8  | 5  | Tony Brooks             | BRM-Climax           | D     | 1:36,8 | +0,2   | +1,1   |
| 9  | 12 | John Surtees            | Cooper-Climax        | D     | 1:36,8 | +0,0   | +1,1   |
| 10 | 17 | Masten Gregory          | Cooper-Climax        | D     | 1:36,8 | +0,0   | +1,1   |
| 11 | 15 | Jim Clark               | Lotus-Climax         | D     | 1:36,9 | +0,1   | +1,2   |
| 12 | 6  | Jo Bonnier              | Porsche              | D     | 1:37,1 | +0,2   | +1,4   |
| 13 | 9  | Hans Herrmann           | Porsche              | D     | 1:38,0 | +0,9   | +2,3   |
| 14 | 18 | Ian Burgess             | Lotus-Climax         | D     | 1:38,0 | +0,0   | +2,3   |
| 15 | 11 | Bruce McLaren           | Cooper-Climax        | D     | 1:38,2 | +0,2   | +2,5   |
| 16 | 16 | Trevor Taylor           | Lotus-Climax         | D     | 1:39,5 | +1,3   | +3,8   |
| 17 | 8  | Carel Godin de Beaufort | Porsche              | D     | 1:39,8 | +0,3   | +4,1   |
| P  | Nr | Kierowca                | Konstruktor(-silnik) | Opony | Czas   | Odstęp | Strata |

### Wyścig
Źródła: statsf1.com
| P                                                     | + / –     | Nr | Kierowca                | Konstruktor   | Opony | Okr. | Czas / Strata | Komentarz          |
| ----------------------------------------------------- | --------- | -- | ----------------------- | ------------- | ----- | ---- | ------------- | ------------------ |
| 1                                                     | 1         | 3  | Wolfgang von Trips      | Ferrari       | D     | 75   | 2:01:52,1     |                    |
| 2                                                     | 1         | 1  | Phil Hill               | Ferrari       | D     | 75   | +0,9          |                    |
| 3                                                     | 8         | 15 | Jim Clark               | Lotus-Climax  | D     | 75   | +13,1         |                    |
| 4                                                     | Bez zmian | 14 | Stirling Moss           | Lotus-Climax  | D     | 75   | +22,2         |                    |
| 5                                                     | 2         | 2  | Richie Ginther          | Ferrari       | D     | 75   | +22,3         |                    |
| 6                                                     | 1         | 10 | Jack Brabham            | Cooper-Climax | D     | 75   | +1:20,1       |                    |
| 7                                                     | 2         | 12 | John Surtees            | Cooper-Climax | D     | 75   | +1:26,7       |                    |
| 8                                                     | 3         | 4  | Graham Hill             | BRM-Climax    | D     | 75   | +1:29,8       |                    |
| 9                                                     | 1         | 5  | Tony Brooks             | BRM-Climax    | D     | 74   | +1 okr.       |                    |
| 10                                                    | 4         | 7  | Dan Gurney              | Porsche       | D     | 74   | +1 okr.       |                    |
| 11                                                    | 1         | 6  | Jo Bonnier              | Porsche       | D     | 73   | +2 okr.       |                    |
| 12                                                    | 3         | 11 | Bruce McLaren           | Cooper-Climax | D     | 73   | +2 okr.       |                    |
| 13                                                    | 3         | 16 | Trevor Taylor           | Lotus-Climax  | D     | 73   | +2 okr.       |                    |
| 14                                                    | 3         | 8  | Carel Godin de Beaufort | Porsche       | D     | 72   | +3 okr.       |                    |
| 15                                                    | 2         | 9  | Hans Herrmann           | Porsche       | D     | 72   | +3 okr.       |                    |
| Nie wystartowali / niedopuszczeni do ponownego startu |           |    |                         |               |       |      |               |                    |
|                                                       |           | 17 | Masten Gregory          | Cooper-Climax | D     | 0    |               | kierowca rezerwowy |
|                                                       |           | 18 | Ian Burgess             | Lotus-Climax  | D     | 0    |               | kierowca rezerwowy |
| P                                                     | + / –     | Nr | Kierowca                | Konstruktor   | Opony | Okr. | Czas / Strata | Komentarz          |

### Najszybsze okrążenie
Źródło: statsf1.com
| Nr | Kierowca  | Konstruktor  | Czas   | Okr. |
| -- | --------- | ------------ | ------ | ---- |
| 15 | Jim Clark | Lotus-Climax | 1:35,5 | 7    |

### Prowadzenie w wyścigu
Źródło: statsf1.com
| Nr                              | Kierowca           | Konstruktor | Okrążenia | Suma |
| ------------------------------- | ------------------ | ----------- | --------- | ---- |
| 3                               | Wolfgang von Trips | Ferrari     | 1-75      | 75   |
| \| Wykres \| \| ------ \| \| \| |                    |             |           |      |
| Wykres                          |                    |             |           |      |
|                                 |                    |             |           |      |

## Klasyfikacja po wyścigu
Pierwsza szóstka otrzymywała punkty według klucza 9-6-4-3-2-1. Liczone było tylko 5 najlepszych wyścigów danego kierowcy. W nawiasach podano wszystkie zebrane punkty, nie uwzględniając zasady najlepszych wyścigów.
Uwzględniono tylko kierowców, którzy zdobyli jakiekolwiek punkty
| P | +/− | Kierowca           | Starty | Punkty | P1 | P2 | P3 | PP | NO | NS |
| - | --- | ------------------ | ------ | ------ | -- | -- | -- | -- | -- | -- |
| 1 | 0   | Stirling Moss      | 2      | 12     | 1  | –  | –  | 1  | 1  | –  |
| 1 | +3  | Wolfgang von Trips | 2      | 12     | 1  | –  | –  | –  | –  | –  |
| 3 | 0   | Phil Hill          | 2      | 10     | –  | 1  | 1  | 1  | –  | –  |
| 4 | −2  | Richie Ginther     | 2      | 8      | –  | 1  | –  | –  | 1  | –  |
| 5 | N   | Jim Clark          | 2      | 4      | –  | –  | 1  | –  | 1  | –  |
| 6 | −1  | Dan Gurney         | 2      | 2      | –  | –  | –  | –  | –  | –  |
| 7 | −1  | Bruce McLaren      | 2      | 1      | –  | –  | –  | –  | –  | –  |
| 8 | N   | Jack Brabham       | 2      | 1      | –  | –  | –  | –  | –  | 1  |
| P | +/− | Kierowca           | Starty | Punkty | P1 | P2 | P3 | PP | NO | NS |

### Konstruktorzy
Konstruktorzy punktowali według klucza 8-6-4-3-2-1. Tylko jeden, najwyżej uplasowany kierowca danego konstruktora, zdobywał dla niego punkty. Również do klasyfikacji zaliczano 5 najlepszych wyników.
| P                 | +/− | Konstruktor       | Starty | Punkty | P1 | P2 | P3 | PP | NO | NS |
| ----------------- | --- | ----------------- | ------ | ------ | -- | -- | -- | -- | -- | -- |
| 1                 | +1  | Ferrari           | 6      | 14     | 1  | 2  | 1  | 1  | 1  | –  |
| 2                 | −1  | Lotus-Climax      | 7      | 12     | 1  | –  | 1  | 1  | 2  | 1  |
| 3                 | 0   | Porsche           | 7      | 2      | –  | –  | –  | –  | –  | –  |
| 4                 | 0   | Cooper-Climax     | 6      | 2      | –  | –  | –  | –  | –  | 1  |
| Niesklasyfikowani |     |                   |        |        |    |    |    |    |    |    |
|                   |     | Cooper-Maserati   | 1      | 0      | –  | –  | –  | –  | –  | –  |
|                   |     | BRM-Climax        | 4      | 0      | –  | –  | –  | –  | –  | 1  |
|                   |     | Emeryson-Maserati | 0      | 0      | –  | –  | –  | –  | –  | –  |
| P                 | +/− | Kierowca          | Starty | Punkty | P1 | P2 | P3 | PP | NO | NS |